# Crossing the Jordan
«Crossing the Jordan» (с англ. — «Пересекая Иордан») – студийный альбом белорусской группы Spasenie, записанный с участием музыкантов чикагской группы «Crossroads» и изданный в 2004 году. Диск записывался музыкантами в Бресте, продюсерами пластинки выступили Тим Спренси и Дэрил Стюрмер (в США). Первая презентация диска в Белоруссии прошла 29 июля 2005 года в Минске при поддержке продюсера Тима Спренси и его группы «Crossroads» в клубе «Белая вежа».

## История
Заглавной песней пластинки является библейская история.
Альбом «Crossing the Jordan» – серьезный показатель профессионального роста нашей группы. При создании, записи и сведении все композиции были до мелочей продуманы и выдержаны в едином стиле,
– рассказывал порталу TUT.BY вокалист Игорь Муха.
Продажи дисков превысили все ожидания брестских музыкантов.

## Список композиций
| №   | Название                       | Автор(ы)                                             | Длительность |
| --- | ------------------------------ | ---------------------------------------------------- | ------------ |
| 1.  | «The Word Was Spoken»          | Тим Спренси                                          | 4:25         |
| 2.  | «Hold On»                      | Тим Спренси                                          | 4:48         |
| 3.  | «The Garden of the King»       | Тим Спренси                                          | 4:14         |
| 4.  | «Son of Mercy»                 | Тим Спренси, Маура Спренси                           | 4:14         |
| 5.  | «Live Wire»                    | Тим Спренси, Игорь Муха, Пётр Семенюк, Павел Шельпук | 4:42         |
| 6.  | «Joshua’s Dream»               | Тим Спренси, Игорь Муха, Пётр Семенюк, Павел Шельпук | 4:52         |
| 7.  | «New Song»                     | Тим Спренси, Маура Спренси                           | 4:31         |
| 8.  | «You Are Merciful»             | Тим Спренси                                          | 4:17         |
| 9.  | «Reign on Me»                  | Тим Спренси                                          | 4:48         |
| 10. | «Every Day»                    | Тим Спренси                                          | 4:53         |
| 11. | «I’m Watching the World Go By» | Тим Спренси, Маура Спренси                           | 4:25         |
| 12. | «Do You Know Why»              | Тим Спренси, Маура Спренси                           | 3:37         |
| 13. | «Psalm 141»                    | Тим Спренси                                          | 5:06         |

## Приём критиков
Татьяна Замировская из еженедельника «БелГазета» на страницах издания отметила, что альбом ассоциируется со Стингом, Филом Коллинзом и Марком Нопфлером, а произведения на нём есть «рафинированный и меланхоличный джаз-рок с элементами фолка».
WASP из «Музыкальной газеты» услышала на CD мягкий поп-рок, более гармоничный, чем в исполнении «Нового Иерусалима», и похвалила работу продюсера Тима Спренси, в то время как песни с пластинки критику также напомнили произведения Стинга и Фила Коллинза.

## Участники
| Музыканты: - Пётр Семенюк — клавишные, вокал. - Павел Шельпук — скрипка, альт, вокал. - Александр Зиновьев — контрабас. - Светлана Правдина — виолончель. - Василий Машлякевич — бас-гитара. - Ежи Хайчук — ударные. - Джим Спренси — перкуссия. - Тим Спренси — вокал, акустическая и электрогитара. - Леонид Борисевич — электрогитара. - Игорь Рудый — саксофон-сопрано, саксофон-альт, кларнет. - Бекки Шарп — вокал. - Игорь Муха — вокал. | Производство: - Александр Борисюк — пастырская забота. - Сью Брандт — администратор. - Тим Спренси — дизайн CD, фотографии, исполнительный продюсер. - Бриана Спренси — фотографии. - Майкл Уилсон — фотографии. - Павел Шельпук — инженер звукозаписи, исполнительный продюсер. - Андрей Ковальчук — ассистент инженера звукозаписи. - Павел Шельпук, студия «С» — сведение. - Вальдемар Сименс — мастеринг. - Студия «С» — мастеринг. |  |